# カイジ (パチスロ)
カイジは、2004年にフィールズが開発し、ロデオが製造・発売したパチスロ（4.7号機）。

## 概要
漫画の『賭博黙示録カイジ』および『賭博破戒録カイジ』をモチーフにしたタイアップ機である。保通協に登録された型式名も『カイジ』だが、一部で台パネルに記載されたタイトルロゴより『回胴黙示録カイジ』（かいどうもくしろくカイジ）と呼ばれることがある。タイトルが漫画と異なるのは、「賭博」が「パチンコ・パチスロは遊技であり、賭博ではない」という警察の見解に引っかかるからである。

## 台の仕様

### 液晶とリール
パチスロ史上初の液晶を台の中心に置いた全面液晶機となっている。本来のリールを小型化して上部に置き、従来リールがあった位置には液晶が置かれている。簡易メインリールを上部に置いた台は『キングキャメル』（サミー）が最初だが、液晶の代わりに演出用のドリームリールが置かれた台であった。
液晶の内部にも擬似リールがあるが、通常のパチスロのリールとは異なり、3×3の9リール、8ライン（横の上中下段、縦の左中右列、斜め右上がり・右下がり）となっている。簡易メインリールも8ラインであるが、こちらは通常通り3リールで、すべてのリールで上段か下段のどちらかに絵柄が止まると当たりとなる変則タイプになっている。また、スベリコマ数の関係でレア小役に相当する左リール「遠藤」図柄（通常パチスロのチェリー役に相当）の蹴飛ばし処理の便宜上、業界初の中段ラインが無効なパチスロ機ともなっている。
液晶擬似リールで絵柄が揃うと払い出しがあるが、そのときには上部メインリールでも払い出し枚数に対応する絵柄が揃っている。ただし、簡易メインリールでは6枚小役の単独揃いなのに液晶擬似リールでは2枚小役と4枚小役の重複揃いになることもあり、ハイチャンスとなる。簡易メインリールの小役は6枚と3枚、1リール確定小役（1枚、実際の払い出しは4ライン重複で4枚）の単独揃いしかないため、重複揃いは液晶擬似リールのみの演出である。簡易メインリールの小役の入賞組み合わせは3つ揃いではなく、小役が入賞したことを分かりづらくして液晶擬似リールに重点を置くようにしている。また、液晶擬似リールは発生する演出によっては小型化され、隅に追いやられることもある。なお、当時のAT機などのように、変則打ちを行うと擬似リールの出目を限定できた（これにより、演出を待たず擬似リール上のリーチ目でボーナスを察知することも可能）。ただし、変則打ちでは左リールを目押ししないと3枚役を取りこぼす可能性がある。
ボーナスが揃えられる状態になったときは、液晶に「上を目押ししてね」と表示される（されないこともある）。簡易メインリールでボーナス絵柄（BIGは赤7の3つ揃い、REGは赤7・赤7・BAR）が揃わないとボーナスを発動させることができないからである。簡易メインリールの赤7とBAR以外の絵柄は灰色1色で描かれているためボーナス絵柄の視認性は高いが、リールのコマ数（13コマ）とスベリコマ数（最大2コマ）が独特であり、カイジの目押しタイミングに慣れていない人にはボーナス絵柄が揃えづらい。

### ボーナスの抽選と放出
4.7号機の主流に漏れず、この機種もストック機である。簡易メインリールが8ラインのため、高確率でボーナスが抽選されており、ストック切れになることはほとんどない。ストックされたボーナスの放出条件は「既定のゲーム数消化」「特定小役成立による抽選」「純ハズレ成立」である。ただし、ボーナスを放出する前に直前モードを経由することがあり、このときにハイチャンスの演出が発生しやすくなっている。4.7号機には設定6の出方に特徴のある機種が少なくないが、本機種も設定6は他設定に比べて、前のボーナスから164ゲーム（前兆のゲーム数を含む）までの連チャンゾーンの振り分けが低くなっている反面、ほとんどのボーナスが292ゲーム以内に放出され、ハマリにくいという特徴がある。
ざわざわタイム(ZT)に突入すると高確率でボーナスが放出される。ボーナス終了後はZTに突入しやすくなっており、連チャンの契機となる。ZT中は漫画でおなじみの「ざわ… ざわ… ざわ…」という文字が液晶に現れ、台が発する音声も騒がしくなって期待を盛り上げる。「ざわ… ざわ… ざわ…」の書体（書き文字）が漫画と異なる書体になるとハイチャンスとなる。ZTは基本的にバトル演出に突入する（勝敗は関係ない）と終了するが、ZT中のみ発生する花束演出（花束の色で小役を予告する）で枯れた花束が出ても終了となるが終了しなければ激アツ（稀に外れる場合あり）。

### 演出
基本的に、負け（例えばジャンケンでカイジがグー、相手がパーなどの場合）からの連続演出はボーナス確定となる。ただし、バニー玉乗りバトル演出では虚無僧（坂崎）が演出に相当するため、逆転演出はない。
じゃんけんカードバトル
グー(G)・チョキ(C)・パー(P)のカードを1枚ずつ持ち、伏せたままカードを1枚出し、両者が出してから表に向ける。カードの勝敗は通常のじゃんけんと同じであり、あいこの場合は対決が次回に持ち越される。なお、相手(北見)がグー以外のカードを出した場合は勝利確定となる。
サイコロバトル
相手とサイコロを2個ずつ振り、出た目の数の合計が多い方が勝ちとなる。カイジが勝つとボーナス確定となる。相手(大槻)が4・5・6の目しか出ないイカサマサイコロを持っていることがあり（逆転演出）、カイジがそれを見破ればボーナス確定となる。相手が12の目を出した場合、イカサマ演出確定となる。
地獄パチンコ「沼」バトル
カイジがパチンコの一発台「沼」を相手にプレイする。命釘を通り抜けて2段階のクルーンに入り、最後の大当たり穴にパチンコ玉が入賞すれば勝利（ボーナス確定）となる。外れても遠藤が追加金を出してくれることがある。（逆転演出）原作と異なり、台にはインチキ仕掛けは施されていない。なお「沼」バトルに勝利しBIGボーナスだった時は、連荘モードが確定する。
バニー玉乗りバトル
カイジとパチスロオリジナルキャラのバニーガールが、玉乗りをしながら中身の入ったワイングラスまたはビールジョッキを両手に持って対決する。先に落ちたほうが負けである。バニーガールが落ちると勝利（ボーナス確定）となり、倒れてワイン（またはビール）まみれになったバニーガールの画像はいわゆるお色気画像である。
その他の液晶演出
その他、火山や天使・悪魔などのいわゆるロデオキャラなどのプレミアを含め、通常時の演出が多数ある。

### その他
- リプレイはずしは簡易メインリールのリール配列および有効ラインが特殊なものになっているため通用しない（変則打ちをしてもJACイン絵柄をはずすことができない）。順押しで取りこぼす小役はほとんど成立しないため、通常時およびBIG中は順押し適当押しで消化してよい。
- プレイ後台を数分間放っておくと液晶が台の紹介映像に切り替わり、その後に配当表が表示されるが、これは液晶擬似リールの配当表である。簡易メインリールの配当表は下パネルに表示されている。液晶擬似リールの配当表には通常のボーナス・小役・リプレイの配当のほかに「勝負」絵柄揃いで「…!?」という記号、「ざわ…」絵柄揃いで「（ﾟ∀ﾟ）」という顔文字が配当として表示されている。
- レバーONの遅れは基本的にチェリー（強制解除によりボーナス確定）。レバーON時の無音はBIG or REGが確定する。
- カイジの声優は矢尾一樹、利根川幸雄の声優は小林清志、大槻太郎の声優は茶風林、一条聖也の声優を置鮎龍太郎が務めている。

## 設置状況
史上初の全面液晶機ということもあり、それなりの台数が販売されている。ただし、同時期に『パチスロ北斗の拳』や『吉宗』という超大ヒット機が登場したため、設置数は伸びなかった。しかし、設定6を短時間で見抜くことが可能だったため設置店では朝一にカイジの席が満席になることが多くなった。最大出玉性能も『パチスロ北斗の拳』や『吉宗』に劣るとみられていたために4号機（4.5号機または4.7号機）の新機種との入れ替えによる撤去が進み、一時期はバラエティコーナーで2-3台のみしか設置されていない店ばかりという設置状況になったこともあったが、設置期限は2007年8月15日までとなっており比較的遅かったため、早めに設置期限を迎えた4号機の入れ替え対象として再び設置する店が増加した。
なお、現在では検定期限が切れたため、設置している店はない（一部ゲームセンターなどでは未だに設置されている）。
また、オンラインゲームサイト『777town.net』にて本機のプレイが可能である。
後継として2008年12月に発売された5号機のカイジ2がある。